# Adesmia phylloidea
Adesmia phylloidea är en ärtväxtart som beskrevs av Dominique Clos. Adesmia phylloidea ingår i släktet Adesmia och familjen ärtväxter. Inga underarter finns listade i Catalogue of Life.